# Yu-Gi-Oh! GX
A Yu-Gi-Oh! GX, teljes címén Yu-Gi-Oh! Duel Monsters GX (遊☆戯☆王デュエルモンスターズGX; Júgió Djueru Monszutázu Dzsí Ekkuszu; Hepburn: Yūgiō Dyueru Monsutāzu Jī Ekkusu) japán sónen animesorozat, a Yu-Gi-Oh! animesorozat spin-offja és folytatása. A Studio Gallop és a Nihon Ad Systems gyártásában készült. Japánban a TV Tokyo vetítette 180 epizódon keresztül 2004. október 6. és 2008. március 26. között, majd a Yu-Gi-Oh! 5D’s követte. A Yu-Gi-Oh! GX Jaden Yuki (eredetileg Dzsudai Júki) és társai kalandjait követi a Párbajakadémián.
Észak-Amerikában a 4Kids Entertainment licencelte és forgalmazta az amerikai piac igényei szerint megvágva és módosítva a sorozatot. Magyarországon is a 4Kids változata került a televízióba, először az A+ vetített le 52 részt (1. évadként) 2006–2007 között, majd 2014. február 7-től július 1-ig a Viasat 6 újraszinkronizálva 104 részt tűzött adásba – két évadént. Az animéből Kagejama Naojuki készített egy spin-off mangát is.

## Történet

A Yu-Gi-Oh! GX főszereplői

A Yu-Gi-Oh! GX cselekménye tíz évvel az eredeti Yu-Gi-Oh!-sorozat eseményei után játszódik. Jaden Yuki (eredetileg Dzsudai Júki) és társai kalandjait követi a Párbajakadémián, egy különleges intézményben, amelyet Kaiba Szeto alapított és a párbajszörnyekkel (Duel Monsters) való küzdelmet és stratégiát oktatja és képezi ki az újoncokat a világ legjobb párbajozóivá. A legtöbb végzős ezután a profi ligát választja hivatásának.
Jaden egy tehetséges, talpraesett fiú, bár ugyanakkor kissé szétszórt jellem is, és utóbbi tulajdonságának köszönhetően majdnem elkésik a Párbajakadémia felvételéről, ahol a felvételizőknek bizonyítaniuk kell rátermettségüket, hogy helyük van az akadémián. A nagy sietségben belebotlik egy nem is olyan régi ismerősbe, Mutó Júgiba. Mikor rádöbben Jaden, hogy a Játékok Királyával találkozott, Yugi sok szerencsét kíván neki és mielőtt továbbindulna neki ajándékoz egy kártyalapot (Szárnyas Kuribo - később megjelenik, mint egy szellem és Jaden barátja és kedvenc lapja lesz). Viszont ennek köszönhetően Jaden értékes másodperceket veszít el és csak hajszál híján érkezik meg a felvételire. A rigorózus Dr. Crowler, nem szereti az ilyen szétszórt jellemeket, de Sheppard igazgató nyomására esélyt kell adni Jaden-nek. A késedelem miatti nem szabályos felvételin Dr. Crowlert, az iskola egyik tanárát kell legyőznie (aki a saját pakliját használja, hogy megleckéztesse és elbuktassa Jadent), hogy bejusson az Akadémiára. A professzor még a legerősebb kártyáját is kijátssza, de Jaden megnyeri a párbajt hála az Elemi Hős kártyáinak és bejut az akadémiára. A felvételin találkozik (későbbi barátaival) Syrus Truesdale-vel és Bastion Misawa-val is.
Az Akadémia három háza, az Obeliszk Kék, a Ra Sárga, és a Slifer Vörös közül a legalacsonyabb besorolású Slifer Vörösbe jut be, mivel az írási teszten nem teljesített jól (nem szeret tanulni, de kiváló párbajozó). Jadent azonban ez nem zavarja, mert neki csak egy cél lebeg a szeme előtt, hogy ő legyen a legjobb párbajozó, a következő Játékok Királya.
Jaden számos új barátra, támogatóra és ellenségre lel, utóbbiak kezdetben Dr. Crowler és az Obeliszk Kék ház néhány diákja közül kerülnek ki. Crowler a felvételin elszenvedett sérelemért kíván elégtételt venni Jadenen, de később elismeri a fiú tehetségét. A sorozat előrehaladtával felbukkannak a valódi ellenfelek is, mint az árnyéklovasok (1. évad) vagy a Fény Közössége (2. évad), Yubel (3. évad), Éjárny (4. évad).

## Gyártás
A Yu-Gi-Oh! GX-et a Studio Gallop és a Nihon Ad Systems készítette Cudzsi Hacuki rendezésében. A szöveget váltakozó felállásban Josida Sin, Maekava Dzsun, Omode Akemi és Szuzuki Jaszujuki írták, a zenét Minobe Jutaka szerezte. A zenei rendező Hiramicu Takuja volt Micuja Júdzsi felügyelete alatt. A szereplőket és a szörnyeket Hara Kenicsi felügyelte alatt alkották meg, míg a párbajok menetének összeállítását Hikokubo Maszahiro felügyelete. A „GX” a sorozat címében, a „Generation neXt” (következő generáció) szavakból származik, néhány korai promóciós anyagban „GENEX”-ként lelhető fel. A „GX” utal még a 84. és 104. rész között lezajlódó GX viadalra is. Az eredeti epizódokban kezdetben kettő, később egy reklámmegszakítás található. A következő rész tartalmát KENN és Szuzuki Maszami mondják el, amelyet a „Nap legerősebb kártyája” bejátszás követ.

## Médiamegjelenések

### Anime
Az animesorozat a Studio Gallop és a Nihon Ad Systems gyártásában készült. Japánban a TV Tokyo vetítette 180 epizódon keresztül 2004. október 6. és 2008. március 26. között, majd a Yu-Gi-Oh! 5D’s követte.
Észak-Amerikában a 4Kids Entertainment licencelte és forgalmazta és a Cartoon Network, valamint a 4Kids TV vetítette. A sorozatot az amerikai piac igényei szerint megvágvágták és módosították. Megváltoztatták a szereplők neveit és bizonyos jellemzőiket, a zenei anyagot és a hangeffekteket és néhány vizuális elemet, mint például az életpontszámláló vagy néhány kártya megjelenését. A történetből és a képi látványból eltávolították a halálra, vérre, erőszakra és vallásra utaló elemeket, hogy jobban megfeleljen a fiatalabb korosztály számára. Az írott szöveget, mind a japán, mind az angol nyelvűt, törölték vagy olvashatatlanná tették. Számos országban a 4Kids változata lett bemutatva. Az angol nyelvű epizódokat a YouTube-csatornájára is feltöltötte a 4Kids, és egészen 2011. március 29-ig elérhető volt. Ekkor azonban a Nihon Ad Systems és a TV Tokyo beperelte a 4Kidset szerződésszegésért és a Funimationnel kötött titkos megállapodásai miatt, és visszavonta a Yu-Gi-Oh!-franchise-ra vonatkozó jogait. A Yu-Gi-Oh! GX-ből a 157. résszel kezdődő negyedik évad már nem kapott angol szinkront, hanem 2008 szeptemberében a Yu-Gi-Oh! 5D's észak-amerikai adása váltotta. A forgalmazó hivatalosan sosem közlte, hogy miért nem vásárolta meg az utolsó évadot, de a Jaden Yuki angol hangját adó Matthew Labyorteaux szerint az évadnak annyira komor hangulata és érzelmi töltete volt, hogy nem lehetett volna gyerekbaráttá tenni.
Magyarországon is a 4Kids változata került a televízióba, először – egyetlen saját beszerzésű szinkronos animeként – az A+ vetített le 52 részt (1. évadként) 2006–2007 között, majd 2014. február 7-től július 1-ig a Viasat 6 újraszinkronizálva 104 részt tűzött adásba - két évadként. A Viasat akkori tájékoztatása szerint az egész sorozatot tervezte, de közben – hosszú évekig – leállításra kerültek az anime-beszerzések. Ráadásul a Viasat nyilatkozata ilyen formában azért volt furcsa, mert szó szerint – eredetileg tekintve – a teljes sorozattal nem rendelkezett a forgalmazó.

#### Zene
Nyitódalok
1. Kaiszei dzsósó Hallelujah (快晴・上昇・ハレルーヤ; Kaiszei dzsósó Harerúja; Hepburn: Kaisei jōshō Harerūya): előadója a Jindou (1–33. epizód)
2. 99%: előadója a BOWL (34–104. epizód)
3. Teardrop (ティアドロップ; Tiadoroppu): előadója a BOWL (105–156. epizód)
4. Precious Time, Glory Days: előadója a Psychic Lover (157–180. epizód)
Záródalok
1. Genkai Battle (限界バトル, ’Genkai Batoru’): előadója a JAM Project (1–33. epizód)
2. Wake Up your Heart: előadója KENN (34–104. epizód)
3. Taijó (太陽; Hepburn: Taiyō): előadója a Bite the Lung (105–156. epizód)
4. Endless Dream: előadója Nihirosi Kitada (157–180. epizód)
Angol nyelvű változat
Get Your Game On: előadója Alex Walker, Jake Siegler és Matthew Ordek

### Manga
A spin-off mangasorzatot Takahasi Kazuki felügyelete mellett Kagejama Naojuki írta és rajzolta. Az első fejezet a V-Jump magazinban jelent meg 2005. december 17-én, az utolsó, 64. pedig 2011. március 19-én. Az egyes fejezeteket kilenc tankóbon kötetbe gyűjtve a Shueisha adta ki 2006. november 6. és 2011. június 3. között. Az angol nyelvű kiadás jogait a Viz Media szerezte meg, amely az első 37 fejezetet publikálta a Shonen Jump magazinjában. A többi fejezet illusztrált regény formájában jelent meg, az 5. kötettől kezdődően. A manga cselekménye az eredeti Yu-Gi-Oh! sorozat folytatása és főként az Árnyjátékokra és az Ezeréves Kirakósra fókuszál. Új szörnyek is megjelennek a mangában és néhány szereplő jellemzői is megváltoztak. Az eredeti Yu-Gi-Oh! mangával ellentétben, az angol nyelvű manga a 4Kids szinkronizált változatából veszi át a neveket. Egy one-shot GX manga is megjelent, szintén Kagejama Naojuki munkájaként, a V-Jump 2014 augusztusi számában, amit 2014. június 21-én kezdtek értékesíteni.

### Videójátékok
Több Yu-Gi-Oh! GX-en alapuló videójáték jelent meg a Konami fejlesztésében és kiadásában.
Két játékot adtak ki Game Boy Advance-re, a Yu-Gi-Oh! Duel Monsters GX Aim to be Duel King!-et és a Yu-Gi-Oh Duel Monsters Expert 2006-ot.
Nintendo DS-re négy játék jelent meg: Yu-Gi-Oh! Duel Monsters Nightmare Troubadour, Yu-Gi-Oh! Duel Monsters GX Spirit Summoner, Yu-Gi-Oh! Duel Monsters World Championship 2007 és Yu-Gi-Oh! World Championship 2008. A Yu-Gi-Oh! Duel Monsters GX Card Almanac valójában nem egy játék, hanem egy kártyakatalógus, amely a 2007-ig megjelent kártyákat tartalmazza.
PlayStation Portable-re adták ki a Tag Force sorozatot, amelyből az első három játék alapul a GX-en (a többi a 5D’s-en). A címek a következők: Yu-Gi-Oh! GX Tag Force, Yu-Gi-Oh! GX Tag Force 2 és Yu-Gi-Oh! GX Tag Force 3. Az első játék PlayStation 2-re is elérhető Yu-Gi-Oh! GX: Tag Force Evolution címen. A Tag Force 3 Észak-Amerikában nem került piacra, viszont Európában igen.

### Magazin
2007-ben az Eaglemoss elkezdett kiadni egy Yu-Gi-Oh! GX franchise-on alapuló magazint Yu-Gi-Oh! GX Ultimate Guide címmel. 2007 és 2009 között összesen 61 számot ért meg. A magazinhoz különböző gyűjthető termékek, mint medálok, fényes vagy holografikus „háromszögek” és  szörnyek miniatúrái is megjelentek.

### Paródia
Inu Mayuge (犬 マユゲ, ’Dog Brows’) művész De-I-Ko! GX (犬☆眉☆毛DE-I-KO! GX) című képregényében parodizálta a Yu-Gi-Oh! GX-et. A paródiát 2009. június 25-én publikálta a V-Jump.

## Fogadtatás
Az Anime-Planet kritizálta a történet és a szereplők „laposságát”, külön kiemelve, hogy szinte mindent a „forrófejű idióta” főszereplő irányít, aki „mindenre vidáman reagál és természetes képessége a játék”. A történeten belül a harmadik és negyedik évadot élvezte a legkevésbé, ami szerinte „megöli” a sorozatot, mivel új szereplőkkel helyettesít több, az első két évadban megkedvelt szereplőt. A kritikus „rettenetesnek” nevezte az angol szinkront, de dicsérte az eredeti japán dalokat és pozitívan értékelte az animációt és a hanghatásokat.